# Berge (Nauen)
Berge ist ein Ortsteil der Stadt Nauen im Landkreis Havelland des Landes Brandenburg. Der Ortsteil Berge ist räumlich von der Kernstadt Nauen getrennt.

## Lage

Niederschlagsdiagramm

Berge liegt 5,5 km westnordwestlich der Kernstadt Nauen an der Bundesstraße 5 in Richtung Pessin auf halbem Weg zwischen den Nauener Ortsteilen Lietzow und Ribbeck. Der Ortsteil, auf einer Höhe von 40 m über Normalhöhennull gelegen, hat eine Fläche von 27,25 km², die von 555 Einwohnern bewohnt wird (Stand: 31. Dezember 2002). Das ergibt für den Ortsteil eine Bevölkerungsdichte von 34 Einwohner/km². Unmittelbar westlich Berges beginnt eine eiszeitlich gebildete glaziale Rinne, die Beetzseerinne, die sich nach Südosten bis an die Stadt Brandenburg an der Havel zieht.
Im südöstliche Teil der Gemarkung Berge liegt die dreimalige Wüstung Bernitzow.

### Nachbarortsteile
- Bergerdamm, Ortsteil der Stadt Nauen
- Lietzow, Ortsteil der Stadt Nauen
- Groß Behnitz als Ortsteil der Stadt Nauen mit seinem Wohnplatz Quermathen
- Neukammer, Ortsteil der Stadt Nauen
- Ribbeck, Ortsteil der Stadt Nauen
- Selbelang als Ortsteil der Gemeinde Paulinenaue mit seinem Wohnplatz Lindholzfarm

### Klima
Der Jahresniederschlag liegt bei 503 mm und ist damit extrem niedrig, da er in das untere Zwanzigstel der in Deutschland erfassten Werte fällt. An 3 % der Messstationen des Deutschen Wetterdienstes werden niedrigere Werte registriert. Der trockenste Monat ist der Februar, die meisten Niederschläge fallen im Juni. Im Juni fallen 2-mal mehr Niederschläge als im Februar. Die Niederschläge variieren kaum und sind gleichmäßig übers Jahr verteilt. An nur 23 % der Messstationen werden niedrigere jahreszeitliche Schwankungen registriert.

## Geschichte

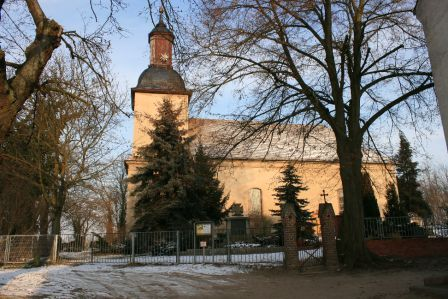
Kirche von Berge

Erste urkundliche Erwähnung fand Berge im Jahre 1292. Im Jahr 1375 wurde Berge als Besitzung derer von Bredow erwähnt, die Berge 1440 an Otto II. von Hake auf Buchow-Karpzow und Geltow († nach 1441) veräußerten. Mit Otto II. von Hake begann der fast drei Jahrhunderte andauernde Besitz Berges durch die Familie von Hake, deren rote Linie (das Haus Berge) er begründete. Diese Linie erhielt 1616 das Erbschenkenamt der Kurmark Brandenburg verliehen und erlosch 1801 mit Carl Botho Gottfried von Hacke (1733–1801) auf Groß Kreutz.
König Friedrich Wilhelm I. kaufte 1720 das Gut Berge und schuf das neue Amt Nauen mit Amtssitz in Berge, daher auch Amt Nauen in/zu Berge genannt. Es war ein kleines Amt mit vier Dörfern und zwei Vorwerken, das 1872 aufgelöst wurde.
Im Juli 1760 führte ein Blitzeinschlag in ein Bauernhaus zu einer großen Brandkatastrophe, durch die Berge fast vollständig zerstört wurde. Die noch heutig stehende Kirche, 1744 als flachgedeckter Putzbau auf den Grundmauern der alten Wehrkirche erbaut sowie das Haus des Küsters und die Windmühle blieben als unzerstörte Gebäude von Berge übrig. 1776 wurde der Dorfkirche ihr eingezogener Turm mit Schweifdach und Laterne angefügt. Die Empore und die Patronatsloge stammen ebenfalls aus der Bauzeit. Der Kanzelaltar von 1685 wurde dagegen aus der alten Kirche übernommen.
An der Außenseite des Kirchturmes findet man mehrere Grabsteine der Familie derer von Hake aus der Zeit zwischen 1604 und 1631.

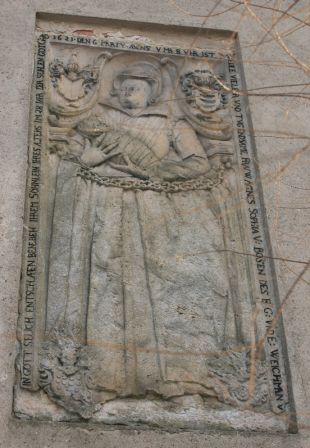
Relief von Agnes Sophie von Brose

1970 fand man im Kellergewölbe/Gruft des Kirchturmes zwei Mumien die aus dem 17. Jahrhundert stammen sollen. Eine genaue Identifizierung der Mumien war bis heute nicht erfolgreich, eine wissenschaftlich anthropologische Untersuchung nach dem Fund der Mumien wurde nach sechs Jahren wegen Geldmangels eingestellt. Vermutungen über die Identität der Mumien gibt es viele. Bei einer Mumie soll es sich um einen Ritter von Hake aus dem 15. Jahrhundert handeln und die andere Mumie sollen die menschlichen Reste von Agnes Sophie von Brose (* ca. 1593; † ca. 1621) sein. Diese zwei Mumien sollen jedoch nicht die Einzigen sein, unter dem Altar befinden sich noch weitere »Verborgene Schätze in der Kirchengruft«.
Die Berger Mumien können nach vorheriger Absprache mit dem Pfarrer bzw. dem Gemeindekirchenrat besichtigt werden. Eine etwaige Mumienbesichtigung sollte man mit einer Besichtigung der Kirche mit dem in Stein geschlagenen Bildnis von Agnes Sophie von Brose an der Kirchenwand und ihrer Schätze im Inneren wie der 1685 gestiftete Kanzelaltar und ein Bronzeleuchter aus dem Jahre 1649 verbinden. Neben dem Kanzelaltar aus dem 18. Jahrhundert kann man an der inneren Nordwand der Kirche noch einen zweiten, mit einer Vielzahl von Schnitzereien versehenen Altar besichtigen. Dieser Altar stammt aus der Tietzower Kirche und wurde vor deren Abriss dort aufgestellt.
Im Zweiten Weltkrieg befand sich in Berge die Batterieleitstelle der rings um Nauen in Erdstellungen stationierten Flakscheinwerfer. Die Besatzungen rekrutierten sich aus Luftwaffenhelfern einer Oberschule aus Zwickau (Sachsen).
1992 schloss sich Berge mit 13 anderen Gemeinden zu einer Verwaltungsgemeinschaft, dem Amt Nauen-Land, zusammen. Im Zuge der Gemeindereform Brandenburg 2003 wurde Berge am 26. Oktober 2003 ein Ortsteil von Nauen. Das Amt Nauen-Land wurde zum selben Zeitpunkt aufgelöst.

## Politik
Der ehrenamtliche Ortsvorsteher ist Peter Kaim von der Ländliche Wählergemeinschaft Nauen (LWN).

## Infrastruktur

### Verkehrsanbindung
Berge ist im Rahmen des ÖPNV durch die Havelbus Linien 661 und 669 der HVG mit Nauen und Friesack, durch die Havelbus Linie 664 der HVG mit Nauen und Königshorst, durch die Havelbus Linie 670 der HVG mit Nauen und Premnitz und durch die Havelbus Linie 680 der HVG mit Nauen und der Kreisstadt Rathenow verbunden.

### Kommunikation
Die postalische Erreichbarkeit der Berger Bürger wird mittels der Postleitzahl: 14641 Nauen OT Berge und die telefonische Erreichbarkeit mittels der Vorwahl: 03321 sichergestellt.

## Sohn von Berge
- Friedrich August Rietz (1795–1869), Gymnasiallehrer in Demmin und Stralsund